# سالیتومب

یک مولکول بایتز در حال اتصال لنفوسیت تی به یک سلول سرطانی.

سالیتومب (انگلیسی: Solitomab) یک مولکول به‌کارگیرنده دومیزبانه لنفوسیت تی جهت استفاده در درمان سرطان مورد بررسی و آزمایش است. این مولکول، یک پروتئین پیوندی متشکل از دو قطعه متغیر تک‌زنجیره‌ای (scFvs) از آنتی‌بادی‌های مختلف بر روی یک زنجیره پپتیدی منفرد با وزن حدود ۵۵ کیلودالتون است. یکی از قطعات scFvs از طریق گیرنده CD3 به لنفوسیت‌های تی متصل می‌شود و دیگری به مولکول چسیندگی سلول اپیتلیال به‌عنوان آنتی‌ژن تومور در سرطان‌های دستگاه گوارش، ریه و برخی سرطان‌های دیگر.

## نحوهٔ عملکرد
مانند سایر آنتی‌بادی‌های دومیزبانه و برخلاف آنتی‌بادی‌های مونوکلونال معمولی، سالیتومب پیوندی بین لنفوسیت‌های تی و آنتی‌ژن سلول تومور هدف ایجاد می‌کند. این باعث می‌شود لنفوسیت‌های تی با تولید پروتئین‌هایی مانند پرفورین و گرانزیم‌ها، مستقل از حضور مجموعه سازگاری بافتی اصلی کلاس یک یا مولکول‌های تحریک‌کننده، فعالیت تخریبی خود را روی سلول‌های سرطانی اعمال کنند. این پروتئین‌ها وارد سلول‌های تومور شده و آپوپتوز سلول را آغاز می‌کنند. این عمل تقلیدی از فرآیندهای فیزیولوژیکی مشاهده‌شده در جریان حملات لنفوسیت‌های تی به سلول‌های سرطانی است.